# Still Alive
"Still Alive" é uma música presente nos créditos finais do jogo Portal (2007). A composição e o arranjo foram feitos por Jonathan Coulton e cantada por Ellen McLain, enquanto atuava como GLaDOS, personagem de Portal. A música foi originada de uma reunião entre dois desenvolvedores da Valve e Coulton sobre ele escrever uma música para a companhia, que Coulton aceitou por ser um fã da série Half-Life. 
A música toca logo após GLaDOS ser derrotada por Chell (a protagonista do jogo e personagem do jogador), a letra da música insinua que ela (GLaDOS) ainda está "ainda viva" (do inglês, still alive) e também não está com ressentimento algum. A música recebeu um louvor significante por seu humor e a qualidade de sua execução.
A música foi lançada no álbum The Orange Box Soundtrack em 21 de dezembro de 2007, juntamente com um remix exclusivo não escutada em Portal.

## História e gravação

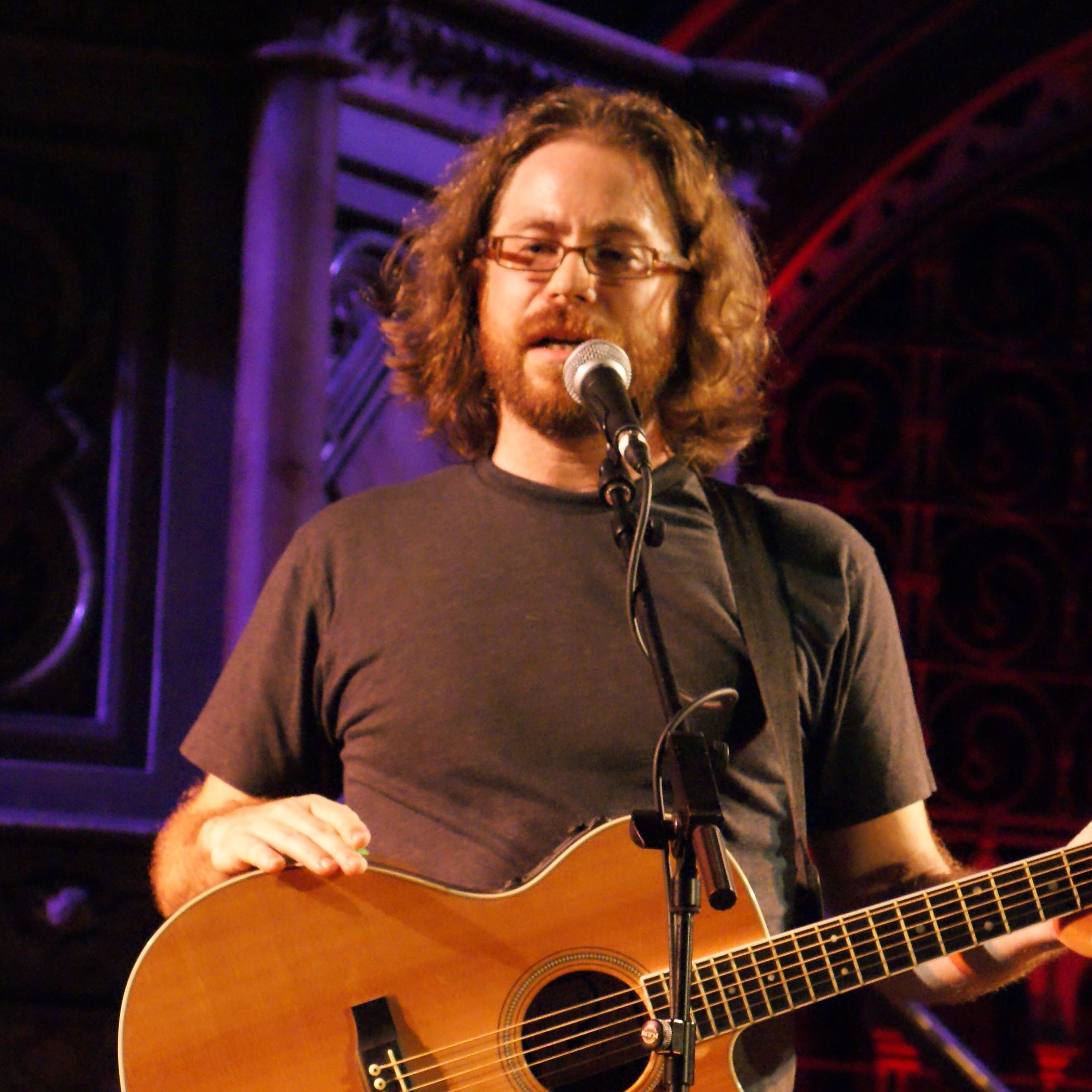
Jonathan Coulton, o compositor de "Still Alive".

A música "Still Alive" foi escrita por Jonathan Coulton e cantada por Ellen McLain para o jogo eletrônico Portal. McLain também fornece a voz para GLaDOS, uma inteligência artificial do Centro de enriquecimento da Aperture Science e também a antagonista do jogo. "Still Alive" é cantada na perspectiva de GLaDOS e usada como música que toca durante os créditos do jogo. A música também está presente numa versão instrumental de samba em rádios em certos pontos dentro do jogo.

## Recepção
McLain sentiu que Jonathan Coulton fez um ótimo trabalho capturando GLaDOS com a música. O editor da IGN Ryan Geddes chamou de melhor música de final de jogo de todos os tempos. Em 2008, Coulton apresentou a música junto com Felicia Day no Penny Arcade Expo, porque ele "sabia que era uma daquelas coisas que faz a cabeça das pessoas explodirem".